# 神楽江熏

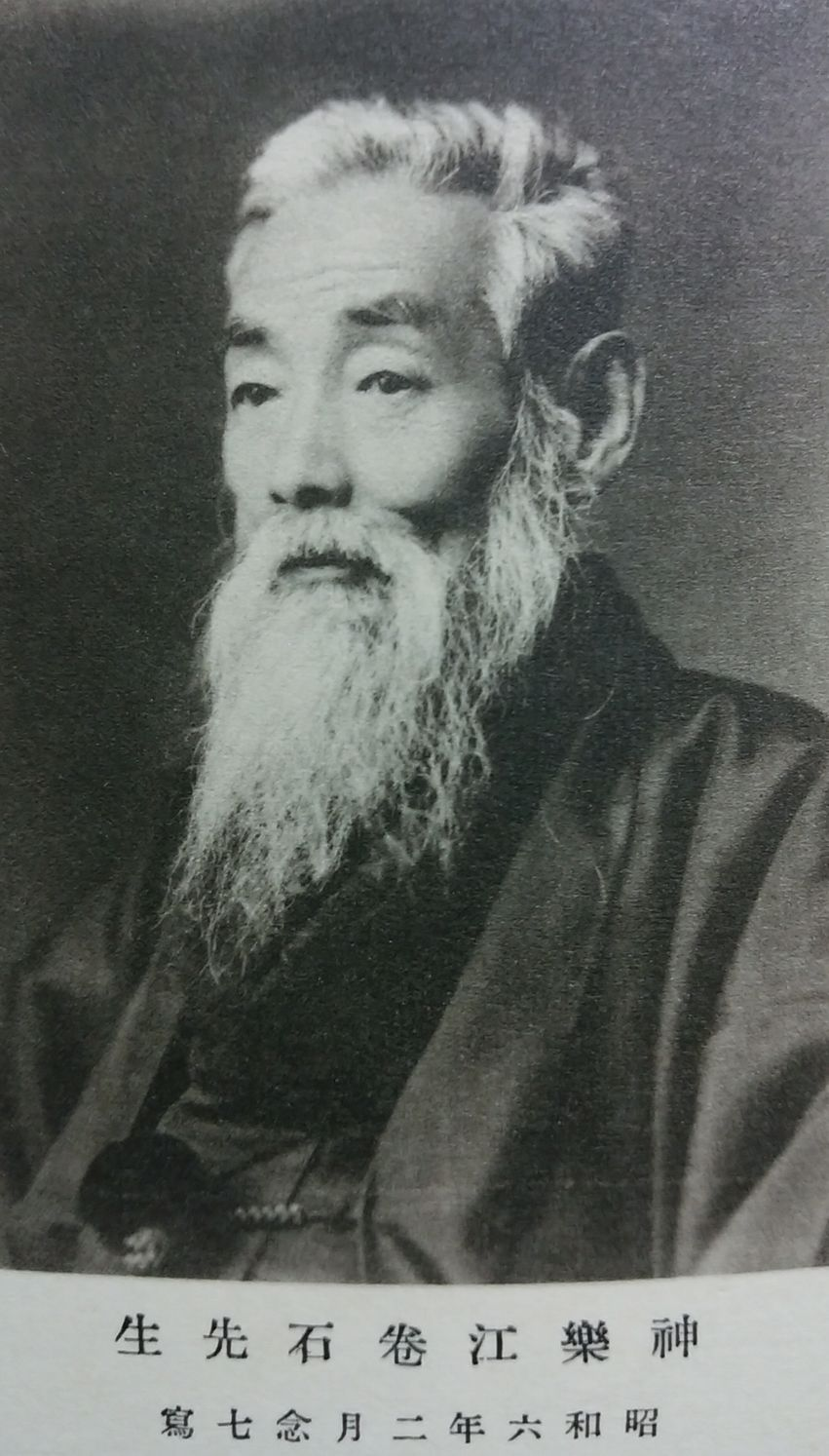
神楽江熏

神楽江 熏（かぐらえ かおる、1863年〈文久3年〉 - 1934年〈昭和9年〉）は、現在の兵庫県姫路市網干区生まれの文人。幼名は巳之吉、名は熏、字は万春、号は巻石（けんせき）別号に下学迂士。
文人墨客として各地を歴遊後に札幌東京京都で私塾を開く。明治42年から大正6年まで枢密院に雇として勤務。
絵筆も巧みで多くの作品を残している。
本人の自署は神楽江熏としており艸冠を付けた神楽江薫は誤りである。

## 経歴
文久3年（1863年）8月14日（旧暦）播磨国揖東郡網干で網野姓の母から生まれる。実父に付いての資料は未見（網干町史記載） 
神楽江の姓は河野東馬より播磨風土記にある生地網干の神功皇后伝承から付けられる。
（旧籍と神楽江家を創設した詳細は不詳、引用網干町史）
幼時に実母が病没して孤児となるが網干の医師河野東馬に引き取られて養育されてその学僕となる。
学問は河野東馬を師とし彩管は中西耕石に師事したと伝わる。
明治19年（1886）より河野東馬が医業の傍ら主宰していた私塾「誠塾」の助教となる。
明治25年（1892）より書画の筆を携えて国内を歴遊する（枢密院文書本人自筆履歴書記載）
明治31年（1898）北海道庁の許可を得て札幌に私塾「真朋塾」を開設。
明治37年（1904）塾を人に託して再び札幌を離れて書画の筆を携えて各地を歴遊後に明治38年（1905）東京に本籍を移す。（東京府神田区表神保町3番地）
明治40年（1907）頃より漢籍の講義や書画の製作で衣食の糧を得ていたと言う。
明治42年（1909）枢密院雇を命ぜられて秘書課に勤務する（高級官衙である枢密院に雇としてでも採用されたと言うことはそれなりの学識を認められてのことと思われる）
大正6年（1917）枢密院依願解雇 
その後京都に居を移して再び「真朋塾」の名で私塾を開いたと言われる。
昭和2年（1927）に妻に先立たれて後に山形県酒田市の本間家の食客として迎えられ同家の一隅で死去。